# 四合乡 (广德市)
四合乡，是中华人民共和国安徽省宣城市广德市下辖的一个乡镇级行政单位。

## 行政区划
四合乡下辖以下地区：
徐村社区、宏霞村、太平村、焦村、耿村和水塘村。